# Lumban Bul Bul
Lumban Bul Bul is een bestuurslaag in het regentschap Toba Samosir van de provincie Noord-Sumatra, Indonesië. Lumban Bul Bul telt 683 inwoners (volkstelling 2010).